# Sainte-Geneviève-sur-Argence
Sainte-Geneviève-sur-Argence (en occitano Sant Jurvèva) era una comuna francesa situada en el departamento de Aveyron, de la región de Occitania, que el 1 de enero de 2016 pasó a ser una comuna delegada de la comuna nueva de Argences-en-Aubrac al fusionarse con las comunas de Alpuech, Graissac, Lacalm, La Terrisse y Vitrac-en-Viadène.

## Demografía
| Gráfica de evolución demográfica de Sainte-Geneviève-sur-Argence entre 1800 y 2013 |
|                                                                                    |

Los datos demográficos contemplados en este gráfico de la comuna de Sainte-Geneviève-sur-Argence se han cogido de 1800 a 1999 de la página francesa EHESS/Cassini, y los demás datos de la página del INSEE.